# St. Antonius von Padua (Roth)
Die römisch-katholische Kirche St. Antonius von Padua befindet sich in Roth, einem Ortsteil der Gemeinde Hausen des unterfränkischen Landkreises Rhön-Grabfeld in Bayern. Das Patrozinium ist dem hl. Antonius von Padua gewidmet.
Die Kirche gehört zu den Baudenkmälern von Hausen und ist unter der Nummer D-6-73-129-11 in der Bayerischen Denkmalliste registriert.

## Geschichte
Wahrscheinlich gab es in Roth bereits im Mittelalter eine kleine Kirche, die jedoch nicht mehr erhalten ist. Kurz vor dem Dreißigjährigen Krieg plante der damalige Ortspfarrer den Bau einer Kirche, der jedoch wegen der Kriegswirren nicht zustande kam. Lange Zeit gehörte Roth zur Pfarrei Nordheim, seit 1958 zur Pfarrei Hausen.
Mit dem ersten bekannten Bau einer Kirche begann man im Jahr 1683. Sie war ein Jahr später vollendet war und wurde dem hl. Antonius von Padua geweiht. Diese Kirche erfuhr mehrere bauliche Veränderungen und bestand bis zur Mitte des 20. Jahrhunderts.
Im Jahr 1954 befand jedoch der Würzburger Bischof Julius Döpfner bei einer Visitation, dass dieses Gotteshaus eines der armseligsten des Bistums Würzburg war. Daher beschloss die Kirchenverwaltung im Jahr 1959 am Standort der alten Kirche einen Neubau, der unter dem Architekten Hans Ruppel errichtet und am 25. September 1960 von Weihbischof Alfons Kempf geweiht wurde.
Die Architektur der Kirche ist entsprechend der 1960er Jahre nüchtern gestaltet. Die Kirche verfügt dementsprechend auch über einen hohen Turm mit quadratischem Grundriss. Bei dem Kirchenbau handelt es sich um eine breite Saalkirche mit eingezogenem Chor und Flachsatteldach. Im Kircheninneren stellt ein großes Altarbild an der Rückwand den Auferstandenen sowie Szenen aus dem Leben von Antonius von Padua dar. Auch auf dem Altar ist Antonius von Padua als Heiligenfigur zu sehen. An der linken Chorwand befindet sich eine Figur des Erzengels Michael, an der rechten Chorwand eine Strahlenkranzmadonna. An der Empore befindet sich ein Medaillon mit den vierzehn Nothelfern sowie Figuren der vier Evangelisten, die wahrscheinlich noch aus der alten Kirche stammen.